# استان چارکاس
استان چارکاس (به اسپانیایی: Provincia de Charcas) یکی از استان‌های بولیوی در بولیوی است که در شهرستان پوتوسی واقع شده‌است. استان چارکاس ۳٬۳۸۲ کیلومتر مربع مساحت و ۳۸٬۱۷۴ نفر جمعیت دارد.